# Allingebanen
Allingebanen mellem Rønne og Allinge-Sandvig (1913-53) var en jernbane, der blev anlagt og drevet af Rønne-Allinge Jernbaneselskab (RAJ), som 1. april 1934 indgik i De Bornholmske Jernbaner sammen med Nexøbanen og Gudhjembanen. De var alle smalsporede og blev aldrig omlagt til normalspor.

## Historie
Nexøbanens succes fik blandt andre dens driftsbestyrer, ingeniør Joachim Fagerlund til at foreslå en bane til den nordlige del af øen. Planerne omfattede en linje fra Rønne over Klemensker og Rø og derfra videre langs kysten til Allinge. Allingebanen var med i den store jernbanelov i 1908. Eneretsbevilling blev givet 26. juni 1909. Da man ønskede banen så tæt som muligt på Hammershus, blev den ført helt til Sandvig (stationen hed i en kort periode Hammershus, selvom den lå 2,5 km fra Hammershus borgruin). På fri bane mellem Allinge og Sandvig stationer grenede Allinge Havnebane fra. Den førte ned til Allinge Havns Nordkaj, hvor der var 2 havnespor med omløb. Undervejs var der et sidespor til gasværket.
Driften blev indledt 6. maj 1913 med fire daglige tog i hver retning. Allingebanen blev nedlagt 15. september 1953.

## Strækningsdata
- Åbnet: 6. maj 1913
- Længde: 29,7 km (fra Rønne Nord) + Allinge Havnebane 1,3 km, i alt 31,0 km
- Enkeltsporet
- Sporvidde: 1.000 mm
- Skinnevægt: 19,9 kg/m, skinnelængde 10 m
- Maks. stigning: 13,4 ‰ – dog 27 ‰ på Allinge Havnebane
- Mindste kurveradius: 250 m
- Maks. hastighed: 35 km/t, i 1927 sat op til 45 km/t, i 1950 til 70 km/t
- Nedlagt: 15. september 1953

## Standsningssteder
Km angivet fra Rønne H, som alle tog kørte til/fra:
- Rønne Nord i km 1,5 – tilslutning til Nexøbanen.
- Blykobbe trinbræt i km 4,5 med pavillon.
- Nyker station i km 7,2.
- Mæby trinbræt i km 9,7 med pavillon, der blev restaureret i 1995 og genopført ved idrætspladsen på Nyker Skole, nu Bornholms Frie Idrætsskole.
- Klemensker station i km 12,1.
- Splidsgård trinbræt og sidespor i km 14,3.
- Spellingmose sidespor.
- Helligdommen station i km 19,3 med stikspor og kreaturfold med siderampe. Fra 1914 Rø station. I en periode var der også et Helligdommen trinbræt nord for Rø.
- Humledal trinbræt i km 23,2 med pavillon, stationsbygning opført i 1927-28.
- Tejn station i km 25,0 med kreaturfold og siderampe.
- Sandkås trinbræt i km 27,7 med pavillon.
- Allinge station i km 28,9 med både omløbsspor og læssespor, kreaturfold med siderampe og stikspor til varehuset.
- Korsbjerg i km 30,6 – afgrening til Allinge Havnebane.
- Hammershus station i km 31,2 med et spor 3 til drejeskive på 7 m og tosporet remise med vandkran samt et spor 4 som læssespor til varehuset og kreaturfold med siderampe. I 1914 omdøbt til Sandvig station.

### Bevarede stationsbygninger
Alle bygninger var færdige i efteråret 1912. Stationsbygningerne og de pavilloner, der blev opført ved 4 af banens trinbrætter, var tegnet af den bornholmske arkitekt Ove Funch-Espersen. Humledal Station, der blev opført senere, var dog tegnet af ingeniør Fagerlund. Alle stationsbygningerne og pavillonen fra Mæby er bevaret.
- Nyker: Stationsvej 11
- Klemensker: Jernbanevej 5
- Rø: Rø Stationsvej 5
- Mæby trinbræt, nu Nyker Hovedgade 5
- Humledal: Kåsevej 8
- Tejn: Kildesgårdsvej 17
- Allinge: Tejnvej 2
- Sandvig: Langebjergvej 7

## Strækninger hvor banetracéet er bevaret
17 km af banens tracé er bevaret og tilgængeligt, bl.a. 5½ km på Nordre Jernbanesti mellem Rønne og Nyker og 6 km mellem Klemensker og Rø forbi det snævre "pas" Kleven.
- Blykobbe Trinbræt med perronkant og fundament
- Det smalleste sted i Kleven mellem Klemensker og Rø
- Stenbruddet ved Kleven
- Banestien mellem Tejn og Sandkås ved Storedalen
- Stien fra Allinge til Sandvig
- På molen i Allinge anes to smalspor med omløb
- Allinge havnebanes tracé passerer Kampeløkke Å